# Calyptomyrmex shasu
Calyptomyrmex shasu (лат.) — вид мелких муравьёв рода Calyptomyrmex из подсемейства Myrmicinae (Formicidae). Африка (Бурунди, Заир,  Танзания, Уганда).

## Описание
Мелкие муравьи, длина тела от 3,3 до 3,5 мм. Длина головы (HL) от 0,76 до 0,86 мм, ширина (HW) от 0,72 до 0,82 мм. От других африканских видов рода отличается одинаковыми крупными волосками на тергите и на стерните первого сегмента брюшка; максимальный диаметр глаз отчётливо больше, чем  максимальная ширина волосков в первом поперечном пронотальном ряду переднеспинки. Длина скапуса усика (SL) от 0,46 до 0,52 мм. Основная окраска тела коричневого цвета. Голова и тело покрыты чешуевидными волосками. Проподеум угловатый, но без явных шипиков. Глаза мелкие (10-16 омматидиев в длинном ряду). На голове развиты глубокие усиковые бороздки, полностью вмещающие антенны. Усики самок и рабочих 12-члениковые с булавой из 3 вершинных члеников (у самцов усики 12-члениковые, но без булавы). Максиллярные щупики 2-члениковые, нижнечелюстные щупики из 2 члеников. Наличник широкий с двулопастным выступом (клипеальная вилка). Стебелёк между грудкой и брюшком состоит из двух члеников: петиолюса и постпетиолюса (последний четко отделен от брюшка), жало развито, куколки голые (без кокона). Петиоль, постпетиоль и брюшко пунктированные. Вид был впервые описан в 1981 году английским мирмекологом Барри Болтоном (B.Bolton, British Museum (Natural History), Лондон, Великобритания).